# باشگاه فوتبال کرای والی پیپر میلس
باشگاه فوتبال کرای والی پیپر میلس (به انگلیسی: Cray Valley Paper Mills Football Club) یک باشگاه فوتبال در شهر التم، کشور انگلستان است که در سال ۱۹۲۲ میلادی تأسیس شده‌است.